# Sovjetskij Sojuz-klass
Sovjetskij Sojuz-klass var en klass av sovjetiska slagskepp, omfattande fartygen Sovetskij Sojuz, Sovetskaja Ukraina, Sovetskaja Belorussija och Sovetskaja Rossija. Inget av fartygen kom att färdigställas.
Inom marinmyndighetens konstruktionsbyrå för specialfartyg påbörjades 1935 arbetet med att ta fram lösningar för bygget av slagskepp i Sovjetunionen, man drog fram olika lösningar med deplacement mellan 43.000 och 75.000 ton. Med utgångspunkt från dessa förslag utvecklades 1936 skisser till två olika klasser - en avsedd för Stilla havet och en avsedd för Östersjön. I båda fallen ställes krav på en fart upp till 36 knop, som i praktiken var omöjlig för de specifikationer man angett - 305 pansar i bältet och 9 st 405 mm respektive 9 st 450 mm pjäser i huvudartilleriet. I maj 1936 sänkte fartkravet till 30 knop, samtidigt som dimensionen för bepansringen bestämdes till 420 mm för Stillahavsvarianten (projekt 23) och 380 mm för Östersjövarianten (projekt 21). I maj-juni bestämde sig marinledningen för två klasser efter förhandlingar med Storbritannien: variant A på 35.000 ton med 405 mm pjäser och variant B på 26.000 ton med 305 mm pjäser. 3 juni 1936 godkände ledningen för marinstridskrafterna specifikationerna för klass A som blev projekt 23 och klass B som blev projekt 25. Förslagen presenterades för ritkontoret vid Baltijskij zavod i syfte att de skulle lämna konkurrerande förslag. En variant från Baltijskij zavon valdes med standarddeplacement om 45.900 ton, 9 st. 406 mm kanoner i huvudartilleriet, 12 st 152 mm pjäser och 12 100 mm pjäser i sekundärartilleriet, 2 katapulter 4 flygplan och 380 mm sidopansar. Fartyget skulle tillåta en ökning av deplacementet till 46.000-47.000 ton efter starkare bepansring av däck och förskepp.
Efter beslut från regeringen 16 juli 1936 placerades en order hos Glavmorprom om byggandet av åtta slagskepp (4 av klass 23 och 4 av klass 25) med leverans till marinen 1941. Genom beslut av regeringen om en omarbetning av projekt 23 i augusti 1937 krävdes en ökning av standardeplacementet till 55.000-57.000 ton och optimering av bepansringen och undervattensskyddet samt med strykning av de aktre 100 mm tornen. Utan att avvakta godkännandet av det slutgiltiga tekniska projektet kölsträckte man 15 juli 1938 vid Varv nr 189 i Leningrad det första fartyget i projekt 23 kallat Sovetskij Sojuz. 31 oktober kölsträcktes Sovetskaja Ukraina vid Varv 198 i Nikolajev. Stapelplatserna var då inte färdiga och det dröjde till andra kvartalet 1939 innan arbetet kom igång ordentligt. Sovetskaja Belorussija kölsträcktes 21 december 1939 vid Varv 402 i Molotovsk, och 22 juli 1940 kölsträcktes även Sovetskaja Rossija i Molotovsk. Projekt 23 godkändes i ett beslut i försvarskommittén 13 juli 1939. I juli 1940 överlämnades en revision av programmet inför den tredje femårsplanen till kommunistpartiets centralkommitté. Man avsåg ny att bygga sex fartyg, alla enligt projekt 23. De skulle byggas 1938-1942, inget av dem var dock planerat för leverans före 1 januari 1942. Mot hösten 1940 insåg man att den aktuella tidsplanen inte skulle hålla och att programmet måste skäras ned. De planerna på de båda fartyg som ännu inte påbörjats skrotades enligt beslut 19 oktober 1940. Även Sovetskaja Belorussija, som då endast var färdigt till 1 % skrotades, delvis på grund av att nitarbetena även visat sig undermåliga. Byggandet av Sovetskij Sojuz stoppades 10 september 1941 när fartyget var färdigt till 21 %, pansaret som samlats vid bygget användes delvis till fortifikationsarbeten runt Leningrad. Efter kriget ansågs det inte värt att försöka fullfölja projektet, och 1949 sjösattes skrovet och höggs upp. Sovetskaja Ukraina var färdig till 18 % när hon 15 augusti 1941 erövrades av tyskarna. Delvis nedmonterades då användbara delar. Sedan Nikolajev återerövrats bedömdes hon som färdig till 15 %, men tyskarna hade vid reträtten sprängt stapeln, och man avstod från att färdigställa henne. Bygget av Sovetskaja Rossija stoppades 10 september 1941 när fartyget var färdigt till 5,3 %. Efter slutet på kriget beslutades att bygget skulle återupptas, men planerna lades sedan på is. 18 april 1947 stoppades bygget för gott och skrovet nedmonterades.